# نوح كراوفورد
نوح كراوفورد (بالإنجليزية: Noah Crawford)‏ مواليد 13 أكتوبر 1994 في أوكلاهوما سيتي، الولايات المتحدة، هو ممثل أمريكي بدأ مسيرته الفنية سنة 2005. ترشح لجائزة الفنان الصغير في 2007.

## الأعمال
- اسمي إيرل (2005) (بدور: ينغ إيرل)
- القاتل بداخلي (2010)
- عقول إجرامية (2015)

## روابط خارجية
- نوح كراوفورد على موقع IMDb (الإنجليزية)
- نوح كراوفورد على موقع قاعدة بيانات الفيلم (الإنجليزية)